# ジアニソン・ボックハウト
ジアニソン・ギアマー・ボックハウト（Gianison Giamar Boekhoudt、1989年10月15日 - ）は、オランダ領アルバ出身の野球選手（捕手）。現在は、オランダ国内リーグであるホーフトクラッセのキュラソー・ネプテューヌスに所属している。

## 経歴

### プロ入り後ナショナルズ傘下時代
2009年のMLBドラフトでワシントン・ナショナルズからドラフト26巡目指名を受け、契約を結んだ。
2010年は傘下ルーキーリーグのガルフ・コースト・リーグ・ナショナルズでプレーした。

### サンダー時代
2010年シーズン途中に独立リーグであるユナイテッドリーグ・ベースボールのコースタル・ベンド・サンダー(現：テキサス・サンダー)へ移籍した。

### ドジャース傘下時代
2011年はロサンゼルス・ドジャースとマイナー契約を結んだ。同年は傘下ルーキーリーグのアリゾナリーグ・ドジャースでプレーした。

### サンダー時代
2012年は独立リーグのマクアレン・サンダー(現：テキサス・サンダー)でプレーした。

### ネプテューヌス時代
2013年はオランダの国内リーグであるホーフトクラッセのDOORネプテューヌスと契約を結んだ。また、第14回ワールドポート・トーナメントにオランダ代表に選出された。
2014年は39試合に出場し、打率316、7本塁打、42打点、4盗塁を記録した。
オフの9月2日に第1回フランス国際野球大会のオランダ代表に選出された。同大会でオランダ代表は初代優勝国となった。大会終了後の12日に第33回ヨーロッパ野球選手権大会のオランダ代表に選出された。同大会ではオランダ代表が大会の記録である自国の20回の優勝を塗り替える3大会振り21度目の優勝を果たした。
2015年2月には「GLOBAL BASEBALL MATCH 2015 侍ジャパン 対 欧州代表」の欧州代表に同僚のオーランド・イェンテマ、ディエゴマー・マークウェル、カリアン・サムスと共に選出された。3月10日の第1戦に代打で途中出場し三振した。
4月13日に第15回ワールドポート・トーナメントと第1回WBSCプレミア12のオランダ代表候補選手に選出された。6月30日に第15回ワールドポート・トーナメントのオランダ代表に選出された。
オフの10月12日に第1回WBSCプレミア12のオランダ代表候補選手36名に選出され、10月20日に第1回WBSCプレミア12のオランダ代表選手28名に選出された。
2016年開幕前の1月18日にキューバ代表の強化試合のオランダ代表に選出されたが、同試合は雨天中止となった。
シーズン途中の7月9日に第28回ハーレムベースボールウィークのオランダ代表に選出された。
オフの8月25日に第2回フランス国際野球大会のオランダ代表に選出された。9月7日に第34回ヨーロッパ野球選手権大会のオランダ代表に選出された。両大会で優勝を果たした。
10月18日に日本代表との強化試合のオランダ代表に選出された。

## 選手としての特徴
左打ちで打撃はパワーがある。
外野手として出場する事もある。

## 詳細情報

### 代表歴
- 2013 ワールドポート・トーナメント オランダ代表
- 2014年フランス国際野球大会オランダ代表
- 2014年ヨーロッパ野球選手権大会オランダ代表
- 2015 ワールドポート・トーナメント オランダ代表
- 2015 WBSCプレミア12 オランダ代表
- 2016 ハーレムベースボールウィーク オランダ代表
- 2016年フランス国際野球大会オランダ代表
- 2016年ヨーロッパ野球選手権大会オランダ代表